# Оувинья, Кристина
Кристи́на Оуви́нья Модре́го (исп. Cristina Ouviña Modrego; родилась 18 сентября 1990 года, Сарагоса, Испания) — испанская профессиональная баскетболистка, выступающая за испанскую команду Рос Касарес Валенсия. Играет на позиции разыгрывающего защитника. В составе национальной сборной Испании она завоевала бронзовые медали на домашнем чемпионате мира 2018 года, плюс стала победительницей чемпионатов Европы 2013 года во Франции и 2019 года в Сербии и Латвии, а также принимала участие на чемпионате Европы 2021 года в Испании и Франции.

## Биография
Кристина Оувинья родилась 18 сентября 1990 года в Сарагосе, автономное сообщество Арагон. Серьёзно заниматься баскетболом начала в возрасте восьми лет в клубе «Баскет Лупус», позже проходила подготовку в зале местного плавательного цента «Элиос».
В 2006 году присоединилась к профессиональной команде «Манн Фильтер Сарагоса», получив 14 номер, дебютировала в зачёте чемпионата Испании, проводила на площадке в среднем около девяти минут. Также начиная с этого сезона вошла в состав испанской юниорской национальной сборной, в частности выступила на чемпионате Европы среди баскетболисток до 16 лет в Словакии, откуда привезла награду золотого достоинства.
В сезоне 2008/09 завоевала серебряную медаль на молодёжном чемпионате Европы в Польше, при этом в финальном матче со сборной Франции набрала 17 очков, став по этому показателю лучшей в своей команде. На молодёжном чемпионате мира в Таиланде так же удостоилась серебряной награды, потерпев единственное поражение в финале от главных фавориток турнира сборной США.
В сезоне 2009/10 Оувинья закрепилась в основном составе «Сарагосы», одержала победу на первенстве Арагона и заняла четвёртое место в регулярном чемпионате Испании — на стадии плей-офф в первом же раунде её команда уступила «Валенсии» и выбыла из борьбы за титул. В то время как на Кубке королевы её команда дошла до стадии полуфиналов и здесь снова проиграла «Валенсии». Получив статус основной разыгрывающей защитницы испанской молодёжной сборной, Оувинья удачно выступила на молодёжном первенстве Европы в Латвии, где вновь стала бронзовой призёркой.
Сезон 2010/11, уже пятый в составе «Сарагосы», получился не менее успешным. Оувинья сыграла свой сотый матч за клуб, выступила на женском Кубке Европы ФИБА и попала в число пятнадцати баскетболисток, отправившихся на Евробаскет в Польше.
В 2012 году Кристина Оувинья перешла в польский профессиональный клуб «Висла Кэн-Пак», где отыграла последующие четыре сезона, в том числе трижды выигрывала чемпионат Польши и дважды становилась обладательницей кубка страны. В этот период она одержала одну из самых важных побед в своей спортивной карьере — выиграла со сборной Испании чемпионат Европы 2013 года во Франции, не потерпев на нём ни одного поражения.
Начиная с 2016 года представляет российский баскетбольный клуб «Надежда» из города Оренбурга.